# 熊谷站
熊谷站（日语：〔〕／ Kumagaya eki */?）是屬於東日本旅客鐵道（JR東日本）和秩父鐵道的鐵路車站，位於埼玉縣熊谷市。東日本旅客鐵道的車站位於筑波二丁目，秩父鐵道的車站則位於櫻木町一丁目。

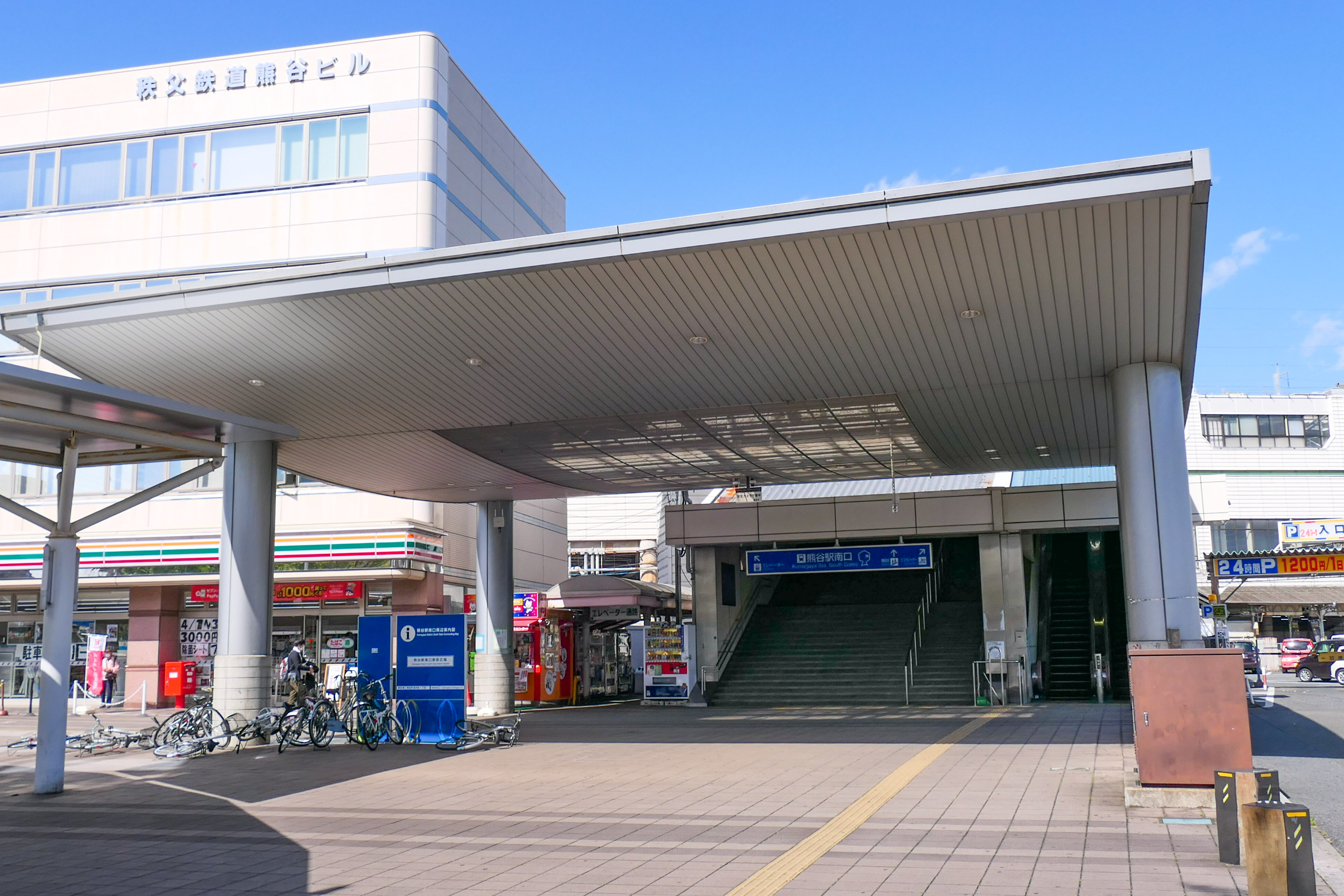
南口(2021年4月)

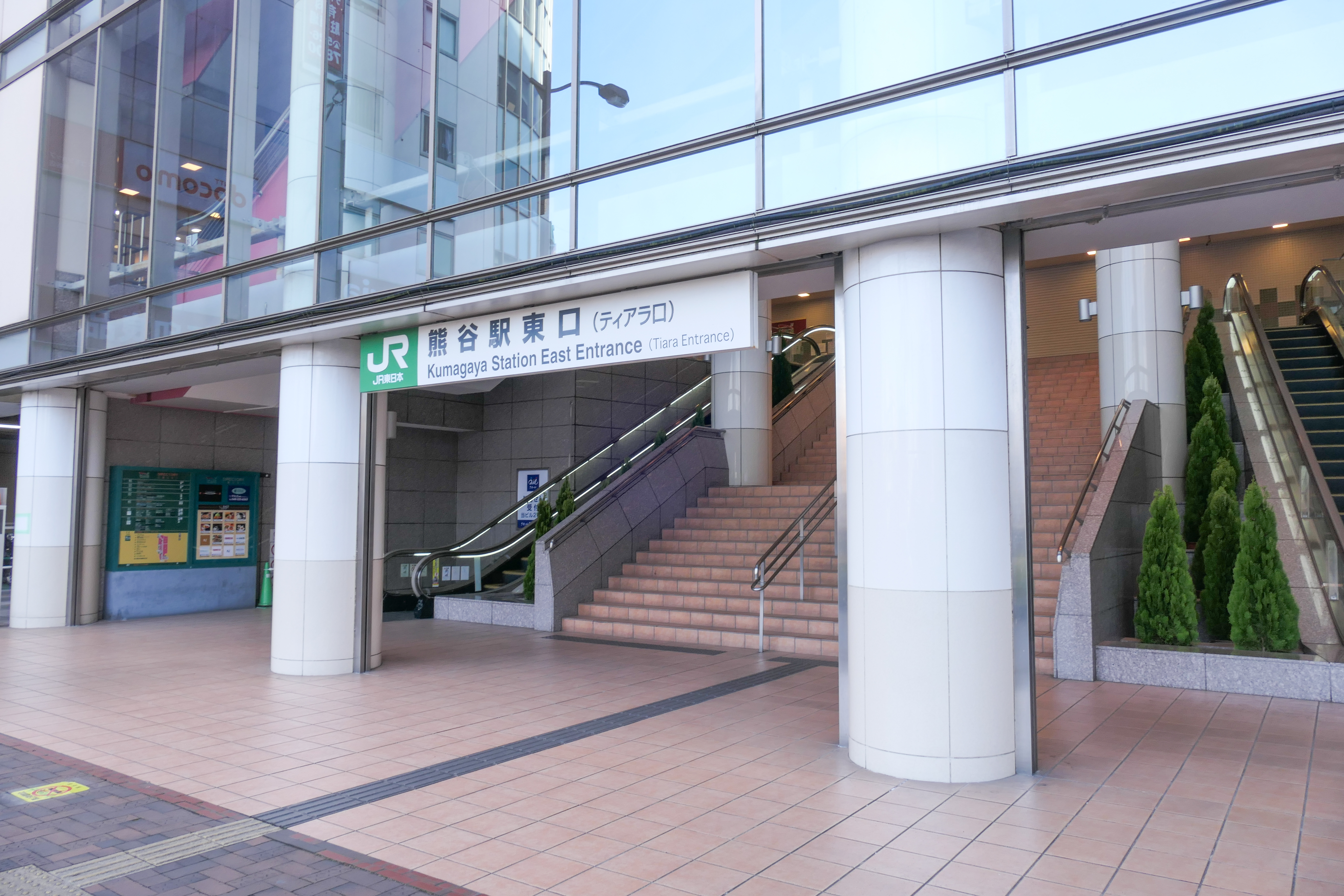
東口(2022年3月)

## 停站路線
本站為轉乘站，JR東日本的上越新幹線與高崎線，以及秩父鐵道的秩父本線皆在本站停靠。
此站還有新幹線直通，軌道名稱上只限上越新幹線，以高崎站為起點的北陸新幹線列車全部會直通至上越新幹線。另外高崎線與上野站到發系統、途經新宿站直通東海道線的湘南新宿線、途經上野站、東京站直通至東海道線的上野東京線停靠。此站的事務管理編號為▲411407。

## 車站構造

### JR東日本
本站隸屬於高崎支社。地面部份是高崎線、高架上的是包含了上越新幹線月台的跨站式站房。高崎線與湘南新宿線的站內配置為島式月台2面4線。新幹線的配置則為側式月台與島式月台，共2面3線。下行為側式月台1線，上行為島式月台2線。

#### 月台配置
| 月台            | 路線                         | 方向 | 目的地                                                      |
| --------------- | ---------------------------- | ---- | ----------------------------------------------------------- |
| 在來線 地面月台 |                              |      |                                                             |
| 1、2            | ■高崎線                      | 上行 | 大宮、東京、新宿、橫濱方向 （包括■湘南新宿線、■上野東京線） |
| 3、4            | ■高崎線                      | 下行 | 深谷、高崎、前橋、水上、長野原草津口方向                    |
| 新幹線 高架月台 |                              |      |                                                             |
| 11・12          | 新幹線                       | 上行 | 大宮、上野、東京方向                                        |
| 13              | 上越、北陸新幹線（途經長野） | 下行 | 高崎、新潟、長野、富山、金澤方向                            |

（來源：JR東日本:車站構內圖 （页面存档备份，存于））

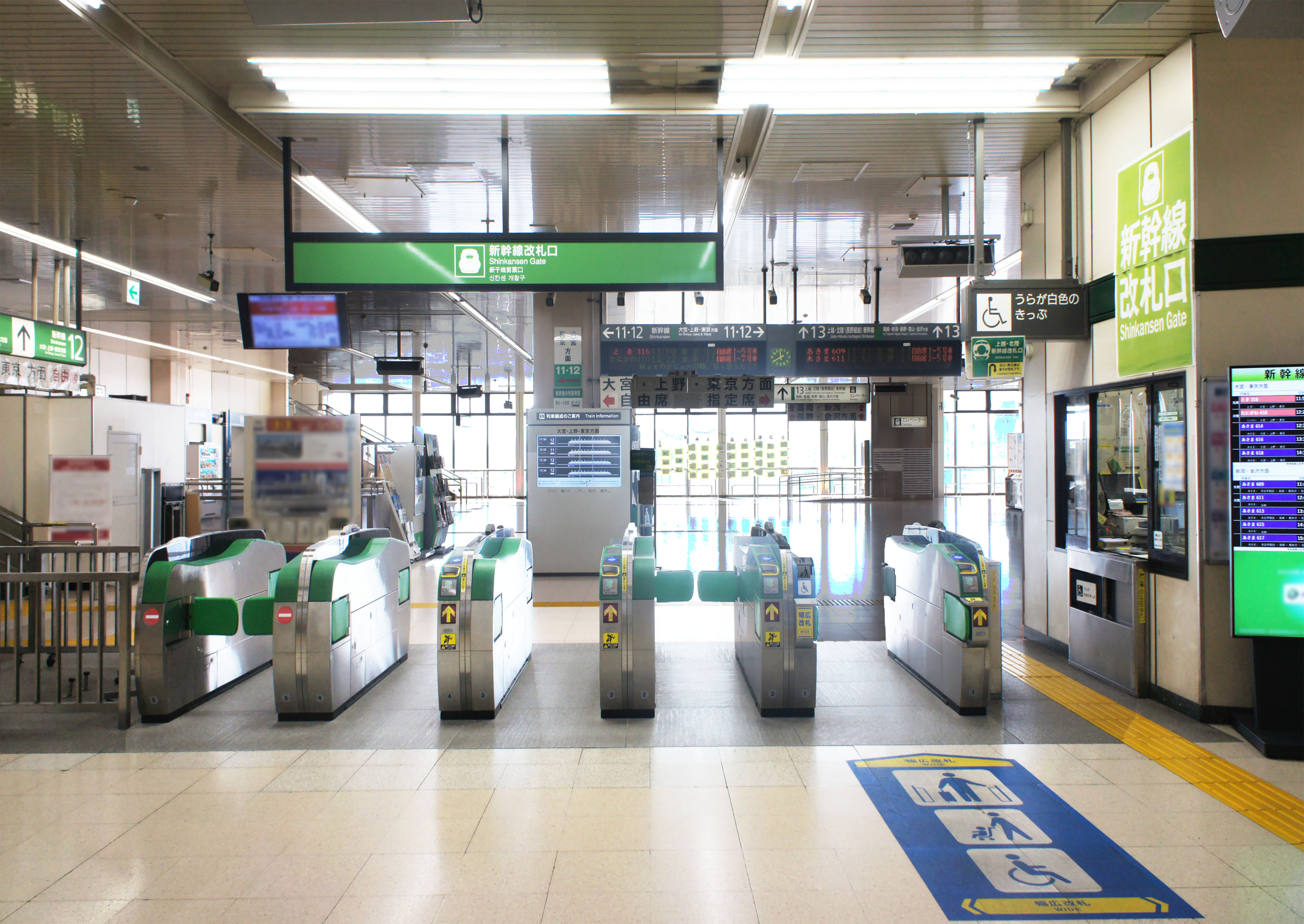
在來線與新幹線的轉乘閘口（2021年10月）
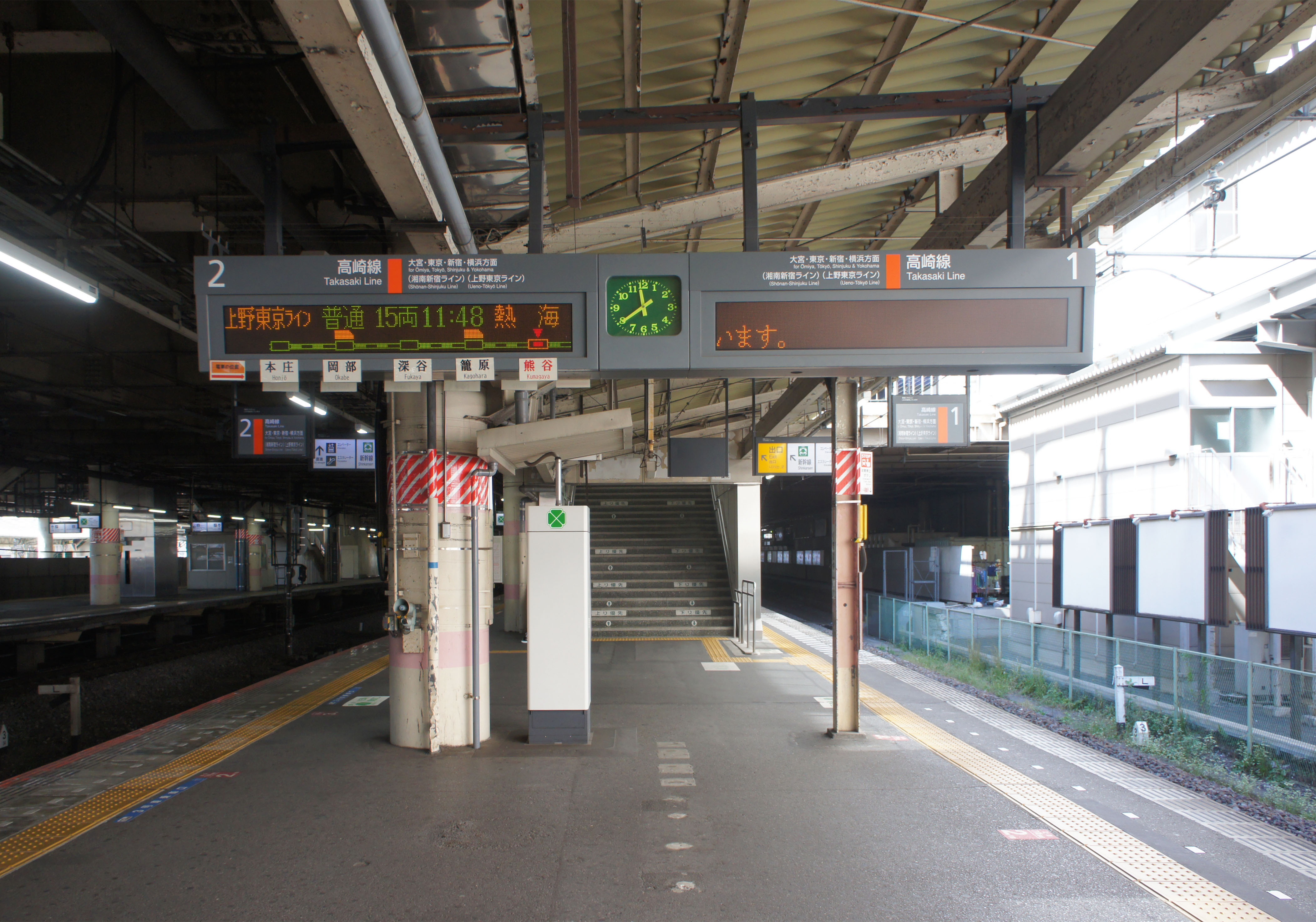
1號與2號月台（2021年10月）
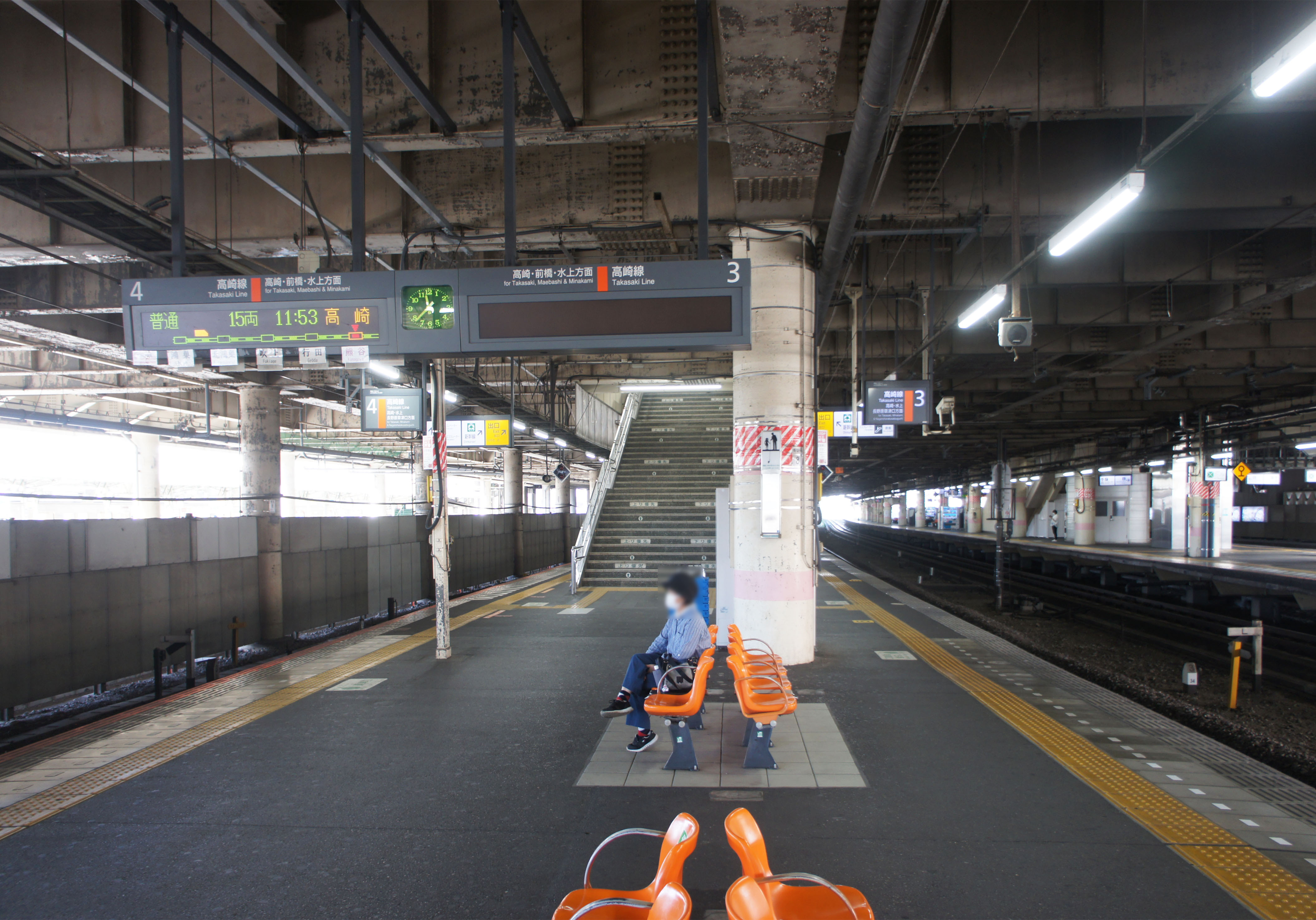
3號與4號月台（2021年10月）
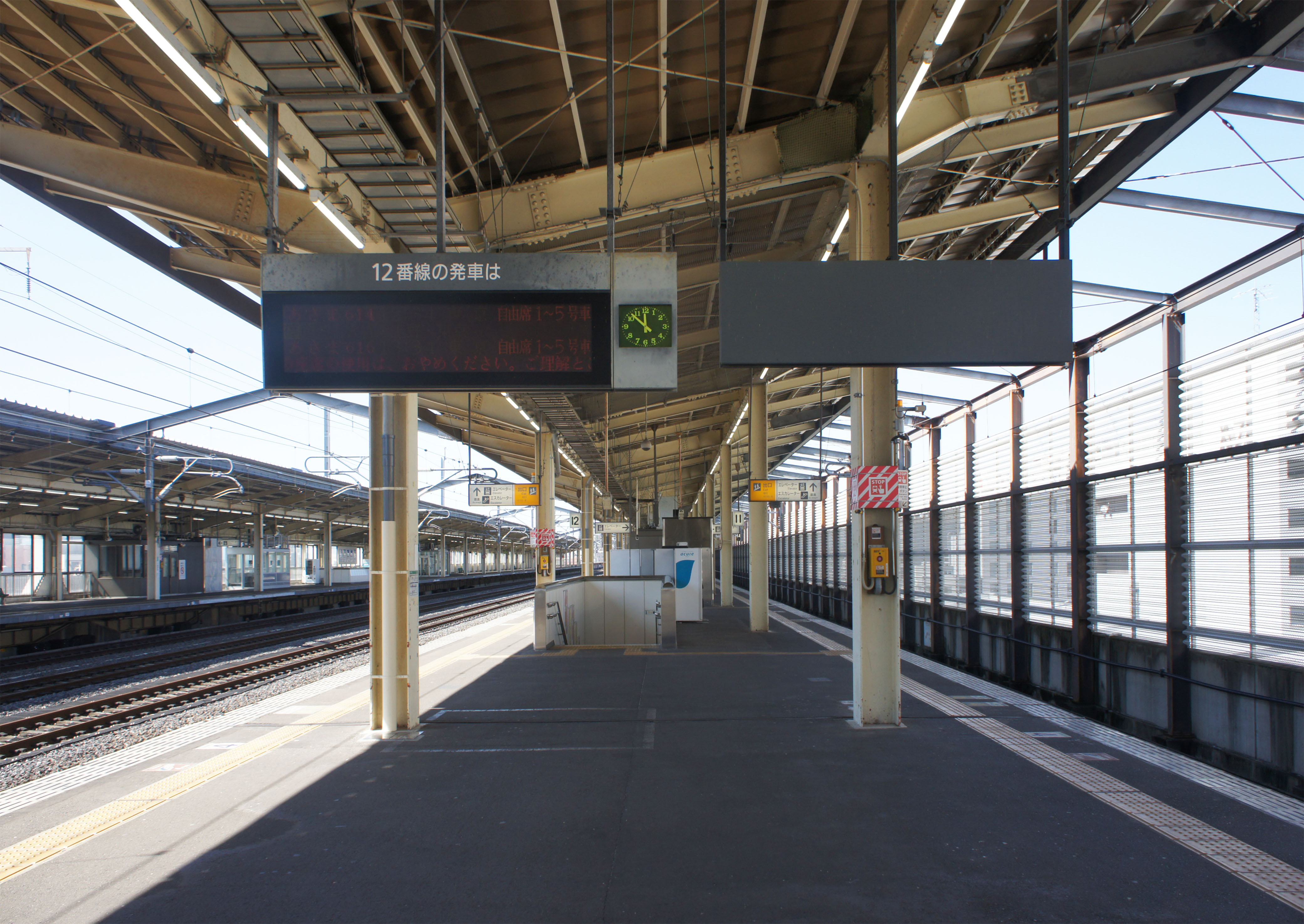
新幹線11號與12號月台（2021年10月）
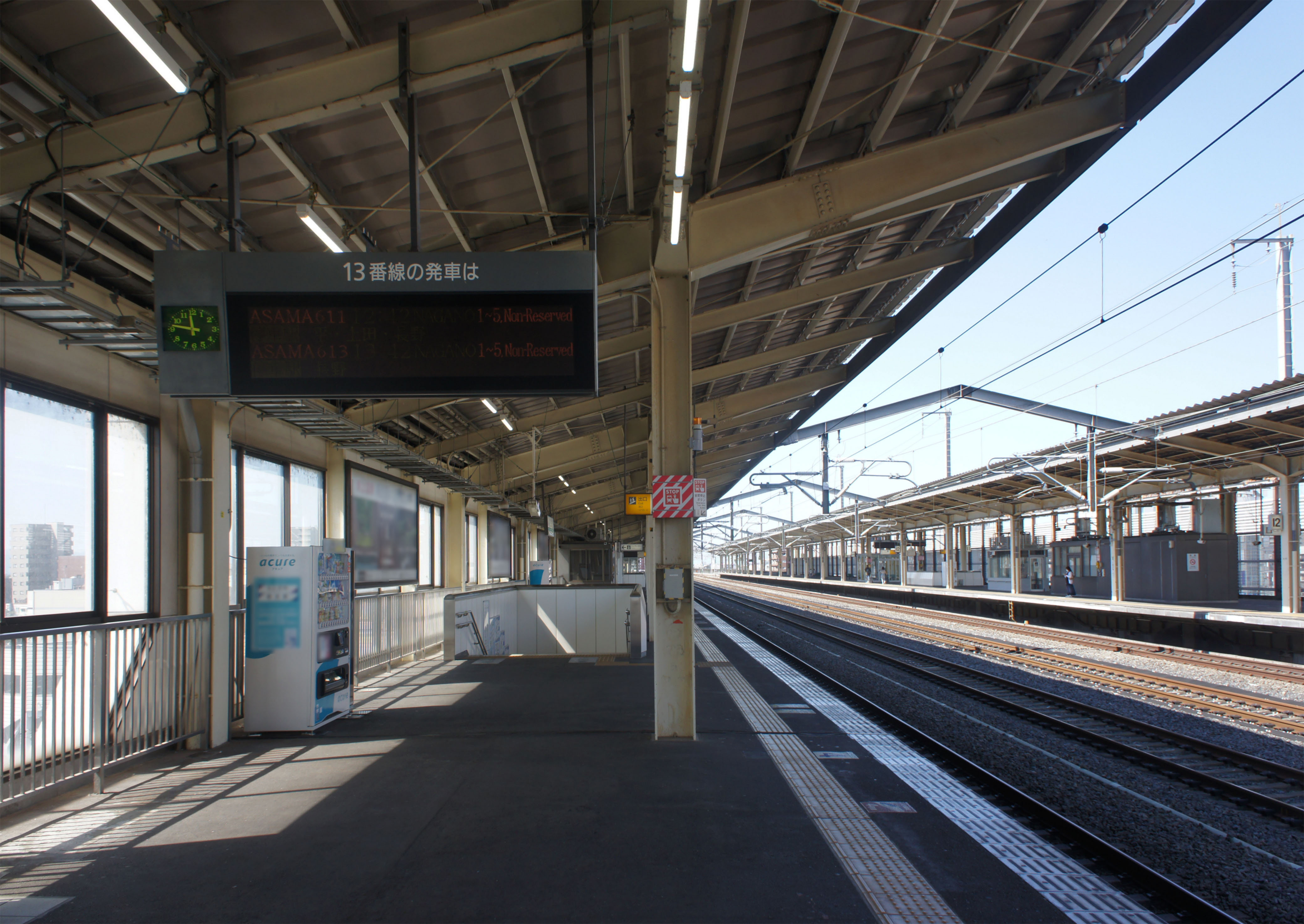
13號月台（2021年10月）

### 秩父鐵道
本站為島式月台1面2線的鐵路車站，並設有跨站式站房。雖然正式名稱為「秩父鐵道秩父本線」，但沿線居民皆以「秩父線」稱之，秩父鐵道内亦常使用「秩父線」這一簡稱。

#### 月台配置
| 月台 | 路線    | 方向 | 目的地                       |
| ---- | ------- | ---- | ---------------------------- |
| 5    | ■秩父線 | 上行 | 行田市、羽生方向             |
| 6    | ■秩父線 | 下行 | 寄居、長瀞、秩父、三峰口方向 |

## 使用情況
- JR東日本 - 2019年度1日平均上車人次為30,064人[利用客数 1]。
JR東日本車站當中排行第140位。JR東日本高崎線全線（包括作為東北本線運行的車站）車站當中次於大宮站、上野站、赤羽站、浦和站、埼玉新都心站、上尾站、高崎站排行第8位。
  - 2019年度新幹線1日平均上車人次為4,232人[利用客数 2]。
該公司車站當中第14位。
- 秩父鐵道 - 2018年度1日平均上車人次為5,575人[* 1]。
秩父本線35車站排行當中第1位。

各年度1日平均上車人次數如下表。
| 年度               | JR東日本 | JR東日本 | 秩父鐵道 | 來源              |
| 年度               | 合計     | 新幹線   | 秩父鐵道 | 來源              |
| ------------------ | -------- | -------- | -------- | ----------------- |
| 1990年（平成02年） | 30,505   |          | 7,691    |                   |
| 1991年（平成03年） | 32,164   |          | 7,867    |                   |
| 1992年（平成04年） | 32,600   |          | 7,863    |                   |
| 1993年（平成05年） | 32,987   |          | 7,872    |                   |
| 1994年（平成06年） | 35,470   |          | 7,753    |                   |
| 1995年（平成07年） | 32,612   |          | 7,513    |                   |
| 1996年（平成08年） | 32,867   |          | 7,153    |                   |
| 1997年（平成09年） | 31,952   |          | 6,672    |                   |
| 1998年（平成10年） | 31,480   |          | 6,696    |                   |
| 1999年（平成11年） | 31,126   |          | 6,452    | [ 埼玉県統計 1 ]  |
| 2000年（平成12年） | 31,091   |          | 6,288    | [ 埼玉県統計 2 ]  |
| 2001年（平成13年） | 31,187   |          | 6,091    | [ 埼玉県統計 3 ]  |
| 2002年（平成14年） | 30,792   |          | 5,844    | [ 埼玉県統計 4 ]  |
| 2003年（平成15年） | 30,896   |          | 5,743    | [ 埼玉県統計 5 ]  |
| 2004年（平成16年） | 31,040   |          | 5,588    | [ 埼玉県統計 6 ]  |
| 2005年（平成17年） | 31,305   |          | 5,622    | [ 埼玉県統計 7 ]  |
| 2006年（平成18年） | 31,620   |          | 5,746    | [ 埼玉県統計 8 ]  |
| 2007年（平成19年） | 31,662   |          | 5,832    | [ 埼玉県統計 9 ]  |
| 2008年（平成20年） | 31,597   |          | 5,971    | [ 埼玉県統計 10 ] |
| 2009年（平成21年） | 31,010   |          | 5,888    | [ 埼玉県統計 11 ] |
| 2010年（平成22年） | 30,715   |          | 5,808    | [ 埼玉県統計 12 ] |
| 2011年（平成23年） | 30,644   |          | 5,759    | [ 埼玉県統計 13 ] |
| 2012年（平成24年） | 30,852   | 4,467    | 5,770    | [ 埼玉県統計 14 ] |
| 2013年（平成25年） | 31,290   | 4,557    | 5,805    | [ 埼玉県統計 15 ] |
| 2014年（平成26年） | 30,432   | 4,441    | 5,831    | [ 埼玉県統計 16 ] |
| 2015年（平成27年） | 30,864   | 4,358    | 5,766    | [ 埼玉県統計 17 ] |
| 2016年（平成28年） | 30,686   | 4,363    | 5,731    | [ 埼玉県統計 18 ] |
| 2017年（平成29年） | 30,706   | 4,367    | 5,758    | [ 埼玉県統計 19 ] |
| 2018年（平成30年） | 30,556   | 4,350    | 5,575    | [ 埼玉県統計 20 ] |
| 2019年（令和元年） | 30,064   | 4,232    |          |                   |

## 車站周邊
- 車站大樓

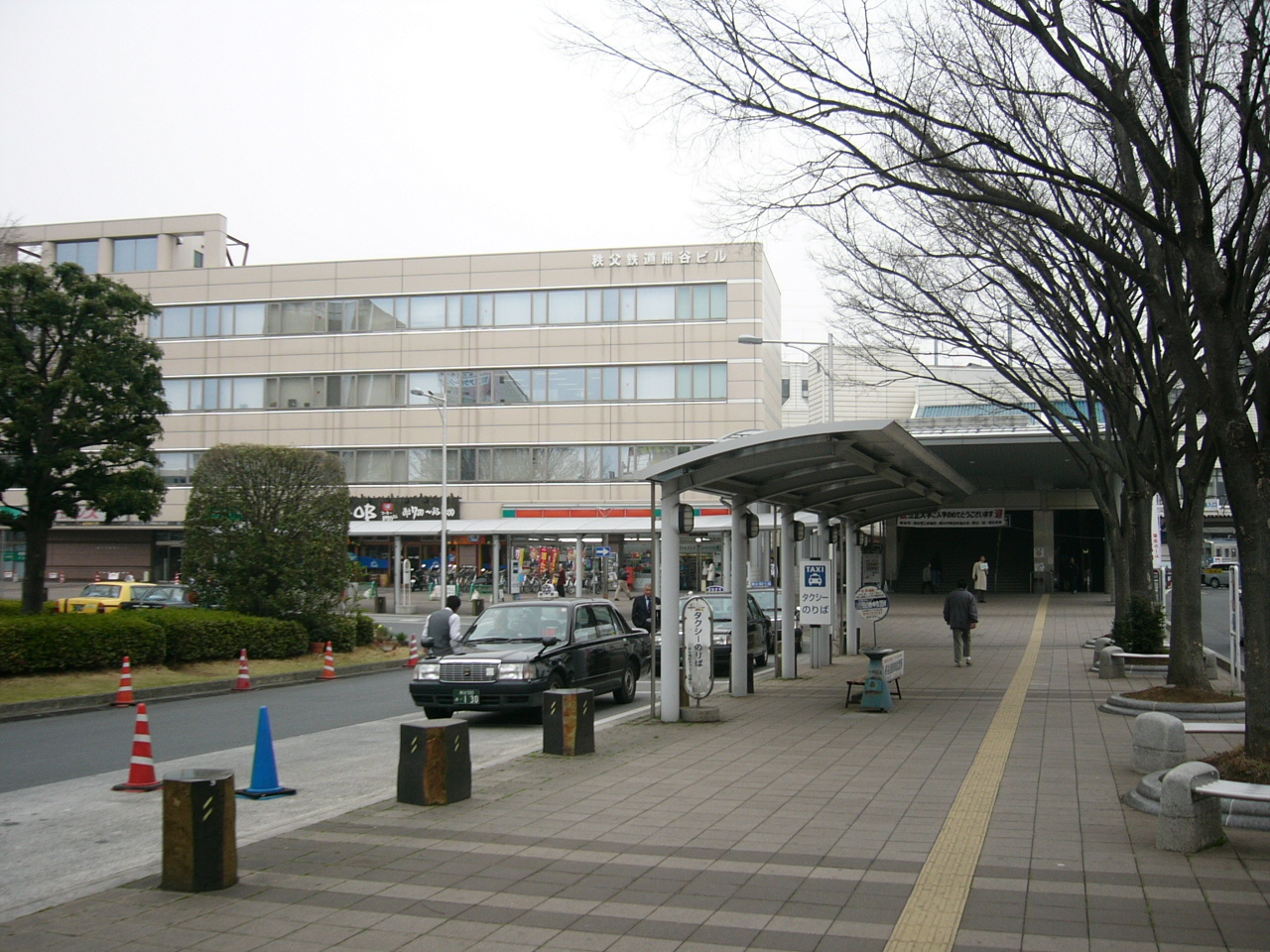
熊谷站南口

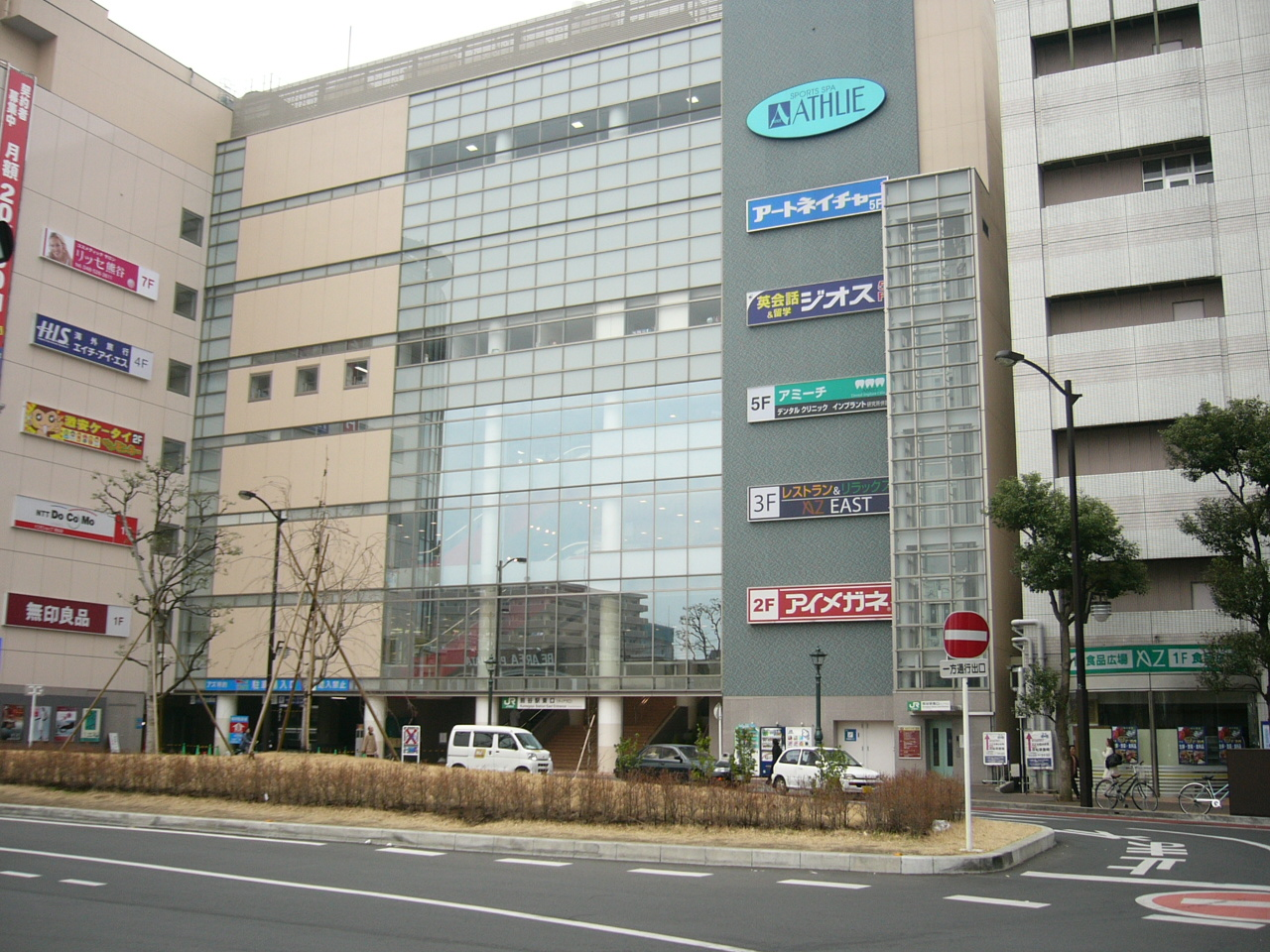
熊谷站東口

  - AZ熊谷（AZ、AZ 2nd、AZ ROAD、AZ EAST）
- 北口（正面口）
  - 熊谷市公所 （页面存档备份，存于）
  - 埼玉縣立熊谷女子高等學校
  - 熊谷市立熊谷東小學校
  - 熊谷筑波町郵局
  - 埼玉縣熊谷會館
  - 埼玉縣熊谷地方廳舎
  - 埼玉縣立熊谷圖書館
  - 國道17號
  - 瑞穗銀行熊谷支店
  - 埼玉理索納銀行熊谷支店

- 南口
接近荒川的河邊，夏天時有熊谷花火大會。
  - 秩父鐵道本社
  - 秩父鐵道熊谷大樓
  - 荒川
  - 熊谷市立文化中心（市立圖書館、文化會館、天文館）
  - 熊谷市民體育館
  - 熊谷市立櫻木小學校
  - 熊谷万平郵局

- 東口
  - Tiara21 （页面存档备份，存于）
  - Nittoh Mall （页面存档备份，存于）
  - CARPA

## 历史
- 1883年（明治16年）7月28日 - 日本鐵道車站開業。
- 1899年（明治32年）11月8日 - 上武鐵道（當時）開業。
- 1906年（明治39年）11月1日 - 日本鐵道國有化。
- 1916年（大正5年）2月25日 - 上武鐵道改名秩父鐵道。
- 1920年（大正9年）4月1日 - 北武輕便鐵道（當時）開業。
- 1922年（大正11年）8月1日 - 北武輕便鐵道與秩父鐵道合併。
- 1943年（昭和18年）12月5日 - 東武鐵道熊谷線開通（秩父鐵道借出月台）。
- 1952年（昭和27年）4月1日 - 高崎線電氣化。
- 1963年（昭和38年）12月15日 - 站舎改築。
- 1973年（昭和48年）5月1日 - 秩父鐵道月台改良、羽生方向與三峰口方向直通運轉開始。
- 1982年（昭和57年）11月15日 - 上越新幹線開業。
- 1983年（昭和58年）6月1日 - 東武熊谷線取消。
- 1983年（昭和58年）11月12日 - 設置熊谷站南口。
- 1987年（昭和62年）4月1日 - 國鐵分割民營化，國鐵的高崎線、上越新幹線成為東日本旅客鐵道的路線，本站則劃歸JR東日本高崎支社管轄。
- 1987年（昭和62年）4月24日 - 車站大樓「AZ」開業。
- 1987年（昭和62年）12月15日 - 熊谷站正面口設置廣場
- 1988年（昭和63年）3月15日 秩父鐵道的蒸汽車頭「古生物特快車」（パレオエクスプレス）開始行駛。
- 1995年（平成7年）3月10日 - JR檢票口設置自動檢票機。
- 2001年（平成13年）9月21日 - JR『湘南新宿線』列車開始行駛。
- 2004年（平成16年）11月20日 - 與車站直接連結的商業大樓Tiara21開業、熊谷站設置東口。

## 相鄰車站
東日本旅客鐵道
上越新幹線、北陸新幹線
大宮－熊谷－本庄早稻田
■高崎線
- 特急「草津」「赤城」停車站

■特別快速、■快速「Urban」
鴻巢－熊谷－籠原
■普通
行田－熊谷－籠原
秩父鐵道
■秩父本線
急行Paleo Express（此站始發）
熊谷－武川
急行秩父路
行田市－熊谷－武川
普通
持田－熊谷－上熊谷

### 曾經存在的路線
東武鐵道
熊谷線
熊谷－上熊谷

### 使用情況
JR、私鐵1日平均使用人數
1. ↑  各駅の乗車人員 （页面存档备份，存于） - JR東日本
2. ↑  新幹線駅別乗車人員 （页面存档备份，存于） - JR東日本

JR東日本2000年度以後上車人次
1. ↑  各駅の乗車人員（2000年度） （页面存档备份，存于） - JR東日本
2. ↑  各駅の乗車人員（2001年度） （页面存档备份，存于） - JR東日本
3. ↑  各駅の乗車人員（2002年度） （页面存档备份，存于） - JR東日本
4. ↑  各駅の乗車人員（2003年度） （页面存档备份，存于） - JR東日本
5. ↑  各駅の乗車人員（2004年度） （页面存档备份，存于） - JR東日本
6. ↑  各駅の乗車人員（2005年度） （页面存档备份，存于） - JR東日本
7. ↑  各駅の乗車人員（2006年度） （页面存档备份，存于） - JR東日本
8. ↑  各駅の乗車人員（2007年度） （页面存档备份，存于） - JR東日本
9. ↑  各駅の乗車人員（2008年度） （页面存档备份，存于） - JR東日本
10. ↑  各駅の乗車人員（2009年度） （页面存档备份，存于） - JR東日本
11. ↑  各駅の乗車人員（2010年度） （页面存档备份，存于） - JR東日本
12. ↑  各駅の乗車人員（2011年度） （页面存档备份，存于） - JR東日本
13. ↑  各駅の乗車人員（2012年度） （页面存档备份，存于） - JR東日本
14. ↑  各駅の乗車人員（2013年度） （页面存档备份，存于） - JR東日本
15. ↑  各駅の乗車人員（2014年度） （页面存档备份，存于） - JR東日本
16. ↑  各駅の乗車人員（2015年度） （页面存档备份，存于） - JR東日本
17. ↑  各駅の乗車人員（2016年度） （页面存档备份，存于） - JR東日本
18. ↑  各駅の乗車人員（2017年度） （页面存档备份，存于） - JR東日本
19. ↑  各駅の乗車人員（2018年度） （页面存档备份，存于） - JR東日本
20. ↑  各駅の乗車人員（2019年度） （页面存档备份，存于） - JR東日本

新幹線2012年度以後上車人次
1. ↑  新幹線駅別乗車人員（2012年度） （页面存档备份，存于） - JR東日本
2. ↑  新幹線駅別乗車人員（2013年度） （页面存档备份，存于） - JR東日本
3. ↑  新幹線駅別乗車人員（2014年度） （页面存档备份，存于） - JR東日本
4. ↑  新幹線駅別乗車人員（2015年度） （页面存档备份，存于） - JR東日本
5. ↑  新幹線駅別乗車人員（2016年度） （页面存档备份，存于） - JR東日本
6. ↑  新幹線駅別乗車人員（2017年度） （页面存档备份，存于） - JR東日本
7. ↑  新幹線駅別乗車人員（2018年度） （页面存档备份，存于） - JR東日本
8. ↑  新幹線駅別乗車人員（2019年度） （页面存档备份，存于） - JR東日本

JR、私鐵統計資料
1. 1 2  埼玉県統計年鑑 （页面存档备份，存于） - 埼玉県
2. ↑  熊谷市統計書 （页面存档备份，存于） - 熊谷市

埼玉縣統計年鑑
1. ↑  .   [2020-05-16]. （原始内容存档于2020-02-02）.
2. ↑  .   [2020-05-16]. （原始内容存档于2020-02-02）.
3. ↑  .   [2020-05-16]. （原始内容存档于2017-08-07）.
4. ↑  .   [2020-05-16]. （原始内容存档于2020-02-02）.
5. ↑  .   [2020-05-16]. （原始内容存档于2020-02-02）.
6. ↑  .   [2020-05-16]. （原始内容存档于2020-02-02）.
7. ↑  .   [2020-05-16]. （原始内容存档于2020-02-02）.
8. ↑  .   [2020-05-16]. （原始内容存档于2020-02-02）.
9. ↑  .   [2020-05-16]. （原始内容存档于2020-02-02）.
10. ↑  .   [2020-05-16]. （原始内容存档于2020-02-02）.
11. ↑  .   [2020-05-16]. （原始内容存档于2020-02-02）.
12. ↑  .   [2020-05-16]. （原始内容存档于2020-02-02）.
13. ↑  .   [2020-05-16]. （原始内容存档于2020-02-02）.
14. ↑  .   [2020-05-16]. （原始内容存档于2020-02-02）.
15. ↑  .   [2020-05-16]. （原始内容存档于2020-02-02）.
16. ↑  .   [2020-05-16]. （原始内容存档于2020-02-02）.
17. ↑  .   [2020-05-16]. （原始内容存档于2020-02-02）.
18. ↑  .   [2020-05-16]. （原始内容存档于2020-02-02）.
19. ↑  .   [2020-05-16]. （原始内容存档于2020-02-02）.
20. ↑  .   [2020-05-16]. （原始内容存档于2020-03-18）.

## 外部連結
- 車站資訊（熊谷）：東日本旅客鐵道
- 秩父鐵道 熊谷站 （页面存档备份，存于）

36°8′21″N 139°23′23″E / 36.13917°N 139.38972°E